# Paola Ambrogio
Paola Ambrogio (Torino, 2 dicembre 1970) è una politica italiana.

## Biografia
Dopo essersi laureata in Giurisprudenza presso l'Università degli Studi di Torino nel 1998, lavora come giornalista pubblicista per il settimanale di Moncalieri Il Mercoledì e il periodico Oggi Noi. 
Inoltre, dopo aver collaborato con il gruppo consiliare di Alleanza Nazionale, dal 2000 lavora come funzionario del Consiglio regionale del Piemonte.

## Attività politica
Iscritta ad Alleanza Nazionale, alle elezioni comunali del 2001 viene eletta consigliere della circoscrizione I di Torino, ricoprendo il ruolo di vicepresidente di circoscrizione con delega all'ambiente fino al 2006, quando viene riconfermata consigliere circoscrizionale.
Alle elezioni amministrative del 2004 si candida a consigliere della provincia di Torino per AN nel collegio Torino-Gerbido, ottenendo il 9,79% e non venendo eletta. Alle contemporanee elezioni comunali del 2004 è candidata a sindaco di Quagliuzzo, sempre per AN, ma ottiene solo un voto (0,47%) e non è eletta.
Nel 2009 aderisce al Popolo della Libertà, nel quale confluisce Alleanza Nazionale.
Alle elezioni comunali del 2011 è eletta consigliere comunale di Torino per il PdL con 1.841 preferenze.
Nel 2012 segue la scissione di Fratelli d'Italia dal Popolo della Libertà.
Alle elezioni politiche del 2013 è candidata alla Camera dei Deputati nella circoscrizione Piemonte 1 per Fratelli d'Italia, ma non è eletta.
Alle elezioni comunali del 2016 è ricandidata in Consiglio comunale a Torino per FdI, ma ottiene 317 voti di preferenza e non è rieletta. Viene anche candidata a presidente della Circoscrizione I dal proprio partito, ma ottiene il 2,58% e non è eletta, riuscendo però a entrare in consiglio circoscrizionale.
Alle elezioni politiche del 2018 è nuovamente candidata alla Camera per Fratelli d'Italia nei collegi plurinominali Piemonte 1 - 01 e Piemonte 1 - 02, senza conseguire l'elezione.
Alle elezioni comunali del 2021 è eletta nuovamente consigliere comunale di Torino per FdI con 1.168 preferenze.
Alle elezioni politiche del 2022 viene candidata al Senato della Repubblica nel collegio uninominale Piemonte - 02 (Moncalieri) per la coalizione di centrodestra (in quota Fratelli d'Italia): è eletta con il 43,07% dei voti davanti ad Elena Apollonio del centrosinistra (28,64%) e a Elisa Pirro del Movimento 5 Stelle (13,56%).